# Азинарии

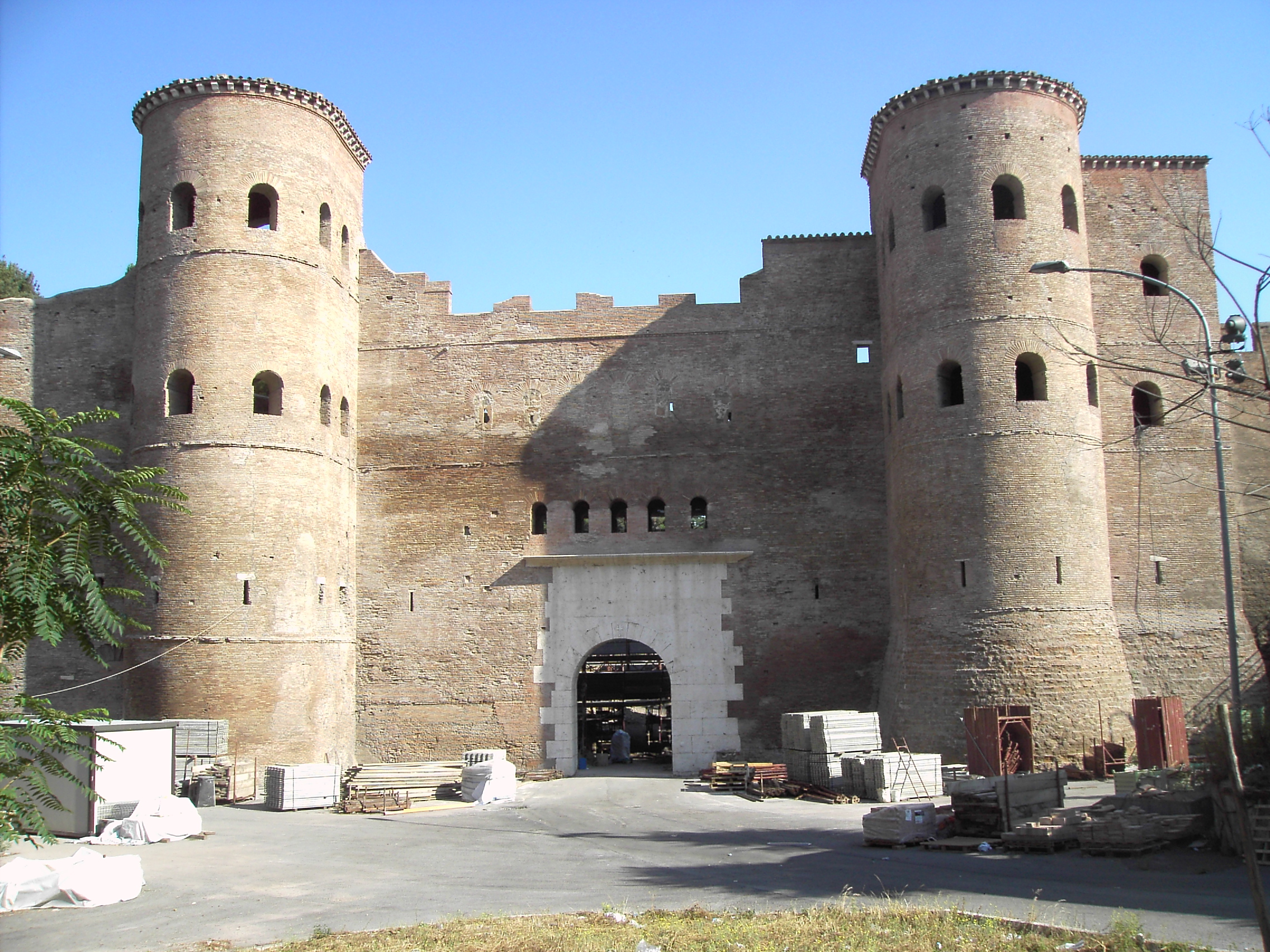
Ослиные ворота (Азинарии) в Риме

Азинарии (от лат. asinus — «осёл») — термин, использовавшийся в Древнем Риме в отношении сначала евреев, а затем и христиан с обвинением их в якобы религиозном поклонении ослу (также онолатрия, калька с греческого).

## Обвинение в адрес евреев
Средой, в которой возникла эта легенда, был александрийский антисемитизм. Первым её известным источником является Мнасей из Патары, рассказ которого впоследствии присвоил себе грамматик Апион. Согласно этой легенде, во время войны иудеев против идумеев поклонник Аполлона, по имени Забид похитил из иудейского храма золотую ослиную голову. Другую версию Апион описал позднее, по ней эту золотую голову в иудейском храме нашел при его разграблении Антиох Епифан. Третью версию излагает римский историк Тацит. Во время своего исхода из Египта евреи погибли бы от жажды, если бы не стадо диких ослов, которое указало им путь к воде. «Образ того животного, по указанию которого они тогда спаслись от блуждания и от жажды, они поставили во внутренней части своего храма». Легенду в отношении евреев в разных вариациях повторяли Дамокрит, Плутарх и Юлий Флор. Гностики утверждали, что владыка мира Саваоф был ослообразен и что евреи поклонялись существу с ослиной наружностью.

## Обвинение в адрес христиан

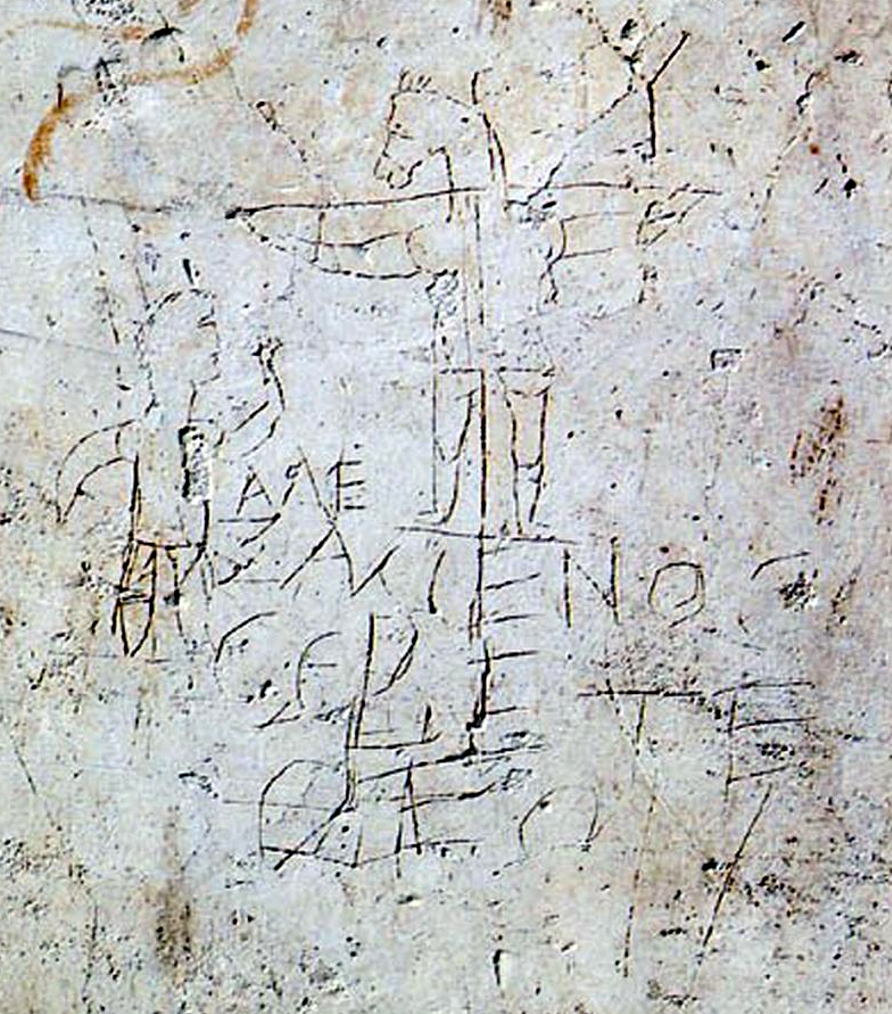
Граффито Алексамена, на котором распятый Иисус изображается с головой осла

Как и в случае со многими другими наветами на евреев, христианство, как религия произошедшая от иудаизма, также обвинялось в поклонении ослу (см. Минуций Феликс, «Октавий», ix., xxviii.). Тертуллиан («Апология», xvi.) заметил, то же самое обвинение было выдвинуто против христиан, потому, что их религия была ближе всего к иудейской («ut Judaicæ religionis propinquos»). Выступая против язычников, Тертуллиан далее говорит: «Некоторые люди из вашей среды мечтали, что ослиная голова — наш Бог» (см. также «Ad Nationes», i. 11). Он цитирует Тацита, который больше всего способствовал распространению ложных слухов об иудаизме.
Примером существования подобного обвинения в адрес христиан является обнаруженное в Риме граффито Алексамена, на котором изображено распятие Иисуса Христа с головой осла.

## Научные оценки
Как писала историк Ольга Фрейденберг «западная наука, охотно устанавливающая культ осла у язычников, ожесточенно опровергает его у христиан и евреев, даже в том случае, когда уже признает его у древних семитов» независимо от того, к какому научному направлению принадлежит автор.